# ويليام ماكلين
ويليام ماكلين هو سياسي كندي، ولد في 1824، وتوفي في 1907.